# Orthonops
Genre
Orthonops est un genre d'araignées aranéomorphes de la famille des Caponiidae.

## Distribution
Les espèces de ce genre se rencontrent aux États-Unis et au Mexique.

## Description
Les espèces d'Orthonops comptent deux yeux.

## Liste des espèces
Selon World Spider Catalog (version 23.0, 28/05/2022) :
- Orthonops confuso Galán-Sánchez & Álvarez-Padilla, 2022
- Orthonops gertschi Chamberlin, 1928
- Orthonops giulianii Platnick, 1995
- Orthonops icenoglei Platnick, 1995
- Orthonops iviei Platnick, 1995
- Orthonops johnsoni Platnick, 1995
- Orthonops lapanus Gertsch & Mulaik, 1940
- Orthonops ovalis (Banks, 1898)
- Orthonops overtus Chamberlin, 1924
- Orthonops zebra Platnick, 1995

## Systématique et taxinomie
Ce genre a été décrit par Chamberlin en 1924 dans les Caponiidae.

## Publication originale
- Chamberlin, 1924 : « The spider fauna of the shores and islands of the Gulf of California. » Proceedings of the California Academy of Sciences, sér. 4, vol. 12, p. 561-694 (texte intégral).